# Quesnelia kautskyi
Quesnelia kautskyi är en gräsväxtart som beskrevs av C.M.Vieira. Quesnelia kautskyi ingår i släktet Quesnelia och familjen Bromeliaceae. Inga underarter finns listade i Catalogue of Life.